# Каїрська консерваторія
Каї́рська консервато́рія (араб. معهد الكونسرفتوار, Ma'had el-Konservatwar; повна назва: "المعهد العالي للموسيقى "الكونســرفاتوار) — перша і головна консерваторія у Єгипті, розташована в столиці місті Каїрі.
Каїрська консерваторія була заснована у 1959 році та міститься під одним дахом з Інститутом кіномистецтва та Вищим інститутом театрального мистецтва у Гізі (Великий Каїр), тоді як Каїрський сифонічний оркестр базується у Каїрській опері.
Як і решта шість навчальних закладів, Каїрська консерваторія є складовою Каїрської Академії мистецтв (Akādīmīya al-Finūn), великого навчального та культурного осередку.
Чинний декан закладу — Інес Абдель Даїм (Inès Abdel Daim).
Навчальними закладами-попередниками Каїрської консерваторії були декілька менших, але не пов'язаних із сучасним вишем, каїрських установ зі схожими назвами — консерваторії Ігнаца Тіґермана (Ignaz Tiegerman) та Йозефа Шульца (Joseph Szulc). У цих приватних навчальних закладах переважно навчали грі на різноманітних музичних інструментах (гітара, піаніно, скрипка тощо).

## Виноски
1. ↑  Alahram weekly. Архів оригіналу за 16 лютого 2008. Процитовано 21 грудня 2009.
2. ↑  Cairo Symphony contacts. Архів оригіналу за 3 березня 2008. Процитовано 21 грудня 2009.
3. ↑  Aramco. Архів оригіналу за 5 вересня 2008. Процитовано 21 грудня 2009.
4. ↑  Cairo Symphony. Архів оригіналу за 4 липня 2007. Процитовано 21 грудня 2009.